# أيفيند ن. بورغ
أيفيند ن. بورغ هو سياسي نرويجي، ولد في 24 فبراير 1950. نشط حزبياً في حزب التقدم. وقد انتخب mayor of Hvaler ‏ (2007 – 2019) وانتخب نائب عضو برلمان النرويج ‏ عن دائرة Østfold (Storting constituency) ‏ وقد انضم خلال فترته النيابية ‏ (2005 – 2009) للكتلة البرلمانية حزب التقدم.